# Lepidium hypenantion
Lepidium hypenantion är en korsblommig växtart som beskrevs av Hewson. Lepidium hypenantion ingår i släktet krassingar, och familjen korsblommiga växter. Inga underarter finns listade i Catalogue of Life.